# Pachyramphus viridis
El anambé verdoso (Pachyramphus viridis), también denominado cabezón dorsiverdoso (en Ecuador), cabezón de dorso verde (en Perú), añambé verde (en Uruguay) o cabezón gargantigrís (en Venezuela) es una especie de ave paseriforme de la familia Tityridae, perteneciente al género Pachyramphus. Algunos autores sostienen que la presente se divide en más de una especie. Es nativa de América del Sur.

## Distribución y hábitat
Se distribuye de forma disjunta, la subespecie griseigularis en el sureste de Venezuela, Guyana y en el este de la Amazonia brasileña; la subespecie xanthogenys localmente en la base oriental de los Andes desde el extremo sur de Colombia, este de Ecuador, norte y centro este de Perú y extremo oeste de Brasil; y la subespecie nominal en el noreste, centro oeste y sur  de Brasil, este y sur de Bolivia, Paraguay, norte de Argentina y norte y este de Uruguay.
Esta especie es considerada poco común en sus hábitats naturales: los bosques ralos y en galería hasta los 1000m de altitud, y los bordes de selvas húmedas y clareras de la base de los Andes entre 650 y 1700 m de altitud.

## Sistemática

### Descripción original
La especie P. viridis fue descrita por primera vez por el naturalista francés Louis Pierre Vieillot en 1816 bajo el nombre científico Tityra viridis; la localidad tipo es: «Paraguay».

### Etimología
El nombre genérico masculino «Pachyramphus» se compone de la palabras del griego «pakhus»: robusto, grueso, y «ramphos»: pico; significando «de pico grueso»; y el nombre de la especie «viridis», del latín y significa: verde.

### Taxonomía
Los análisis genético-moleculares indican que el presente grupo de subespecies está cercanamente emparentado con Pachyramphus versicolor y P. spodiurus.

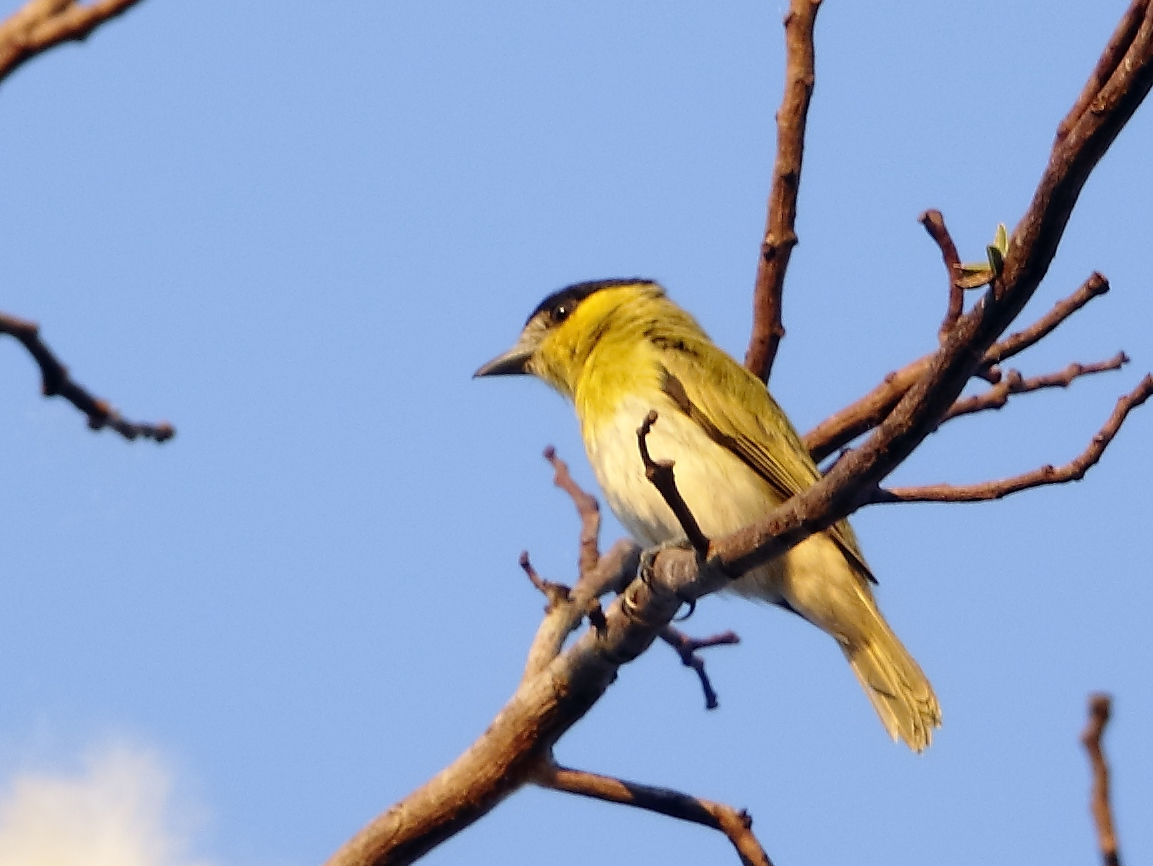
Anambé cariamarillo (P. viridis xanthogenys), en el sur de Acre, Brasil.

La subespecie P. viridis xanthogenys (junto con peruanus), del occidente de la Amazonia, es considerada separada de la presente: el anambé cariamarillo (Pachyramphus xanthogenys),  por el Congreso Ornitológico Internacional (IOC), Aves del Mundo (HBW) y Birdlife International (BLI), como ya considerado por autores anteriores, y de acuerdo a los estudios de Barber & Rice (2007), con base en diferencias de plumaje y de comportamiento; el Comité de Clasificación de Sudamérica (SACC) precisa de propuesta para validar. Recientes estudios moleculares confirman que la presente y P. xanthogenys son especies hermanas.
La subespecie P. viridis griseigularis, de los tepuyes del sureste de Venezuela, sur de Guyana y del oriente de la Amazonia brasileña, es considerada como especie separada de la presente: el anambé cariverde (Pachyramphus griseigularis) por HBW y BLI con base en diferencias morfológicas.

### Subespecies
Según la clasificación Clements Checklist v.2018, se reconocen cuatro subespecies, con su correspondiente distribución geográfica:
- Grupo politípico viridis/griseigularis:
  - Pachyramphus viridis griseigularis Salvin & Godman, 1883 – sureste de Venezuela (este de Bolívar), Guyana (Monte Roraima) y localmente en el  norte de Brasil (bajo río Tapajós hacia el este en ambas márgenes del río Amazonas hasta la isla de Marajó).[5]
  - Pachyramphus viridis viridis (Vieillot, 1816) – noreste, centro oeste y sur de Brasil (desde Ceará y Rio Grande do Norte al sur hasta Tocantins, sur de Mato Grosso y Rio Grande do Sul), este y sur de Bolivia (noreste de Santa Cruz al sur hasta el este de Chuquisaca y Tarija), Paraguay, norte de Argentina (al sur hasta Tucumán, Santa Fe y Entre Ríos) y norte y este de Uruguay.[7]

- Grupo politípico xanthogenys/peruanus:[6]
  - Pachyramphus viridis xanthogenys Salvadori & Festa, 1898 – extremo sur de Colombia (este de Cauca, oeste de Putumayo), este de Ecuador (pendiente oriental de los Andes desde el oeste de Sucumbíos al sur hasta Zamora Chinchipe) y norte de Perú (Cajamarca, Amazonas, San Martín).
  - Pachyramphus viridis peruanus Hartert & Goodson, 1917 – centro y sureste de Perú  (Huánuco, Pasco, Junín, Cuzco, Madre de Dios) y extremo oeste de Brasil (sur de Acre).